# Tangšanski zemljotres 1976.
Tangšanski zemljotres 1976, takođe poznat kao Veliki tangšanski zemljotres (кин: 唐山大地震; пин: Tángshān dà dìzhèn), bila je prirodna katastrofa usled zemljotresa od  = 7,6 koji je 28. jula 1976. u 3:42 ujutro pogodio region oko Tangšana, u provinciji Hebej, u Narodnoj Republici Kini. Za nekoliko minuta grad Tangšan, industrijski grad sa oko milion stanovnika, prestao je da postoji. Osamdeset pet posto zgrada u gradu srušilo se ili je bilo neupotrebljivo, sve službe su propale, a većina drumskih i željezničkih mostova srušila se ili bila ozbiljno oštećena. Najmanje 242.000 ljudi je umrlo (neki tvrde da je bilo tri puta više žrtvi), čineći ovo trećim (ili eventualno drugim) najsmrtonosnijim zemljotresom u zabeleženoj istoriji nakon zemljotresa u Šensiju 1556. godine, koji je i dalje najsmrtonosniji zemljotres u istoriji.
Tangšanska katastrofa je bila najistaknutija od nekoliko 1976. godine, što bi u kineskoj tradiciji moglo da signalizira da je vlada izgubila politički legitimitet. Zemljotres u Tangšanu takođe se javio bez upozorenja, podrivajući ključni stav maoističke ideologije, da se zemljotresi mogu predvideti. Uprkos tome, odgovor vlade pokazao je da je spremna i kompetentna za brzo pružanje pomoći.

## Literatura
- Bo, Zhiyue (2010), „Chapter 7, Sichuan Earthquake”, China's Elite Politics: Governance and Democratization, Series on Contempoary China, 19, ISBN 978-981-283-672-4.

- Butler, Rhett; Stewart, Gordon S.; Kanamori, Hiroo (februar 1979), „The July 27, 1976 Tangshan, China earthquake—A complex sequence of intraplate events” (PDF), Bulletin of the Seismological Society of America, 69 (1): 207—220.

- Cha, Chi-Yuan (avgust 1976), „General Conditions of Earthquake Studies and Actions in China” (PDF),  Ур.: Muller, Paul M., Proceedings of Lectures by the Seismological Delegation of the PRC, Special Report 43-32, Jet Propulsion Laboratory, стр. 5—11.

- Chen, Yong; Tsoi, Kam-Ling; Chen, Feibi; Gao, Zhenhuan; Zou, Qijia; Chen, Zhangli, ур. (1988), The Great Tangshan Earthquake of 1976: An Anatomy of Disaster, Oxford: Pergamon Press, стр. 153, ISBN 978-0080348759, LCCN 88005916.

- Chen, Qi-Fu; Wang, Kelin (novembar 2010), „The 2008 Wenchuan Earthquake and Earthquake Prediction in China”, Bulletin of the Seismological Society of America, 100 (5B): 2840—2857, Bibcode:2010BuSSA.100.2840C, doi:10.1785/0120090314.

- Chinese Earthquake Administration (5. 5. 2009), „二十世纪以来死亡人数最多的地震” [The most deadly earthquake since the twentieth century].

- Chu, Fung-Ming (avgust 1976), „Outline of Prediction and Forecast of Haicheng Earthquake of M=7.3” (PDF),  Ур.: Muller, Paul M., Proceedings of Lectures by the Seismological Delegation of the PRC, Special Report 43-32, Jet Propulsion Laboratory, стр. 11—19.

- Dong, Guangjian; Wang, Yuren (2002), „Repair and Recovery of the Douhe Reservoir” (PDF),  Ур.: Housner, George W.; He, Duxin, The Great Tangshan Earthquake of 1976, Volume 3, Pasadena, California: Earthquake Engineering Research Laboratory, California Institute of Technology, стр. 781—786.

- Geller, Robert J. (decembar 1997), „Earthquake prediction: a critical review” (PDF), Geophysical Journal International, 131 (3): 425—450, Bibcode:1997GeoJI.131..425G, doi:10.1111/j.1365-246X.1997.tb06588.x.

- Golany, Gideon S. (1992), Chinese Earth-Sheltered Dwellings: Indigenous Lessons for Modern Urban Design, University of Hawaii Press, ISBN 978-0-8248-1369-7.

- Guo, Shunmin (2002), „Occurrence of the Tangshan Earthquake from the View of Fault Block Movement”,  Ур.: Housner, George W.; He, Duxin, The Great Tangshan Earthquake of 1976, Volume 1, Pasadena, California: Earthquake Engineering Research Laboratory, California Institute of Technology, стр. 24—47.

- Hammond, Allen L. (7. 5. 1976), „Earthquakes: An evacuation in China, a warning in California”, Science, 192 (4239): 538—539, Bibcode:1976Sci...192..538H, PMID 17745640, doi:10.1126/science.192.4239.538.

- Housner, George W.; He, Duxin, ур. (2002), „Overview Volume” (PDF), The Great Tangshan Earthquake of 1976, Pasadena, California: Earthquake Engineering Research Laboratory, California Institute of Technology. English translation of the Chinese report of 1986.

- Hou, Jian-Jun; Han, Mu-Kang; Chai, Bao-Long; Han, Heng-Yue (maj 1998), „Geomorphological observations of active faults in the epicentral region of the Huaxian large earthquake in 1556 in Shaanxi Province, China”, Journal of Structural Geology, 20 (5): 549—557, Bibcode:1998JSG....20..549H, doi:10.1016/S0191-8141(97)00112-0.

- International Commission on Earthquake Forecasting for Civil Protection (30. 5. 2011), „Operational Earthquake Forecasting: State of Knowledge and Guidelines for Utilization”, Annals of Geophysics, 54 (4): 315—391, doi:10.4401/ag-5350.

- Jennings, Paul C. (1980), „Chapter 4: Report on the Tangshan Earthquake”, Earthquake Engineering and Hazards Reduction in China: A Trip Report of the American Earthquake Engineering and Hazards Reduction Delegation, National Academy of Sciences, стр. 69—133, ISBN 978-0-309-02937-7.

- Kerr, Richard (2. 11. 1979), „Prospects for Earthquake Prediction Wane”, Science, 206 (4418): 542—545, Bibcode:1979Sci...206..542K, PMID 17759414, doi:10.1126/science.206.4418.542.

- Kusky, Timothy M.; Li, Jianhai (decembar 2003), „Paleoproterozoic tectonic evolution of the North China Craton” (PDF), Journal of Asian Earth Sciences, 22 (4): 383—397, Bibcode:2003JAESc..22..383K, doi:10.1016/S1367-9120(03)00071-3.

- Kusky, Timothy M.; Windley, B. F.; Zhai, M.-G. (2007),  Zhai, M.-G.; Windley, B. F.; Kusky, T. M.; Meng, Q. R., ур., „Tectonic evolution of the North China Block: from orogen to craton to orogen” (PDF), Mesozoic Sub-Continental Lithospheric Thinning Under Eastern Asia, Special Publications 280, Geological Society, 280 (1), стр. 1—34, Bibcode:2007GSLSP.280....1K, doi:10.1144/SP280.1.

- Li, Lisa Yinghong (2016), „Chapter 21: Experiencing Disasters in Two Places: China's 1976 Tangshan Earthquake and Japan's 2011 Earthquake, Tsunami, and Nuclear Radiation”,  Ур.: Karan, Pradyumna P.; Suganuma, Unryu, Japan after 3/11: Global Persepctives on the Earthquake, Tsunami, and Fukushima Meltdown, стр. 417—431, ISBN 978-0-8131-6730-5.

- Liao, Shuqiao; Gu, Zuoqin (2002), „Damage to Railway Engineering” (PDF),  Ур.: Housner, George W.; He, Duxin, The Great Tangshan Earthquake of 1976, Volume 1, Pasadena, California: Earthquake Engineering Research Laboratory, California Institute of Technology, стр. 1—59.

- 林[Lin], 泉 [Quan] (1982),  地球的震撼 [The Earth's Shock] (на језику: кинески), Beijing, China: 中国地震出版社 [Seismological Press].

- Lomnitz, Cinna; Lomnitz, Larissa (12. 1. 1978), „Tangshan 1976: a case history in earthquake prediction”, Nature, 271 (5641): 109—111, Bibcode:1978Natur.271..109L, doi:10.1038/271109a0.

- Malcolm, Andrew H. (2. 6. 1977), „Chinese Disclose That 1976 Quake Was Deadliest in Four Centuries”, New York Times, стр. 1.

- Mao, Yingsheng; Liang, ZhiJiang; Cui, Fuwen (2002), „Lightly Damaged Bridges in the High Intensity Earthquake Zone”,  Ур.: Housner, George W.; He, Duxin, The Great Tangshan Earthquake of 1976, Volume 3, Pasadena, California: Earthquake Engineering Research Laboratory, California Institute of Technology, стр. 231—242.

- Mi, Enli (2002), „The Repair and Resoration of the Kailuan Coal Mine” (PDF),  Ур.: Housner, George W.; He, Duxin, The Great Tangshan Earthquake of 1976, Volume 3, Pasadena, California: Earthquake Engineering Research Laboratory, California Institute of Technology, стр. 747—764.

- Palmer, James (2012), Heaven Cracks, Earth Shakes: The Tangshan Earthquake and the Death of Mao's China, Basic Books, ISBN 978-0-465-01478-1.

- „Southern Liaoning: Results of earthquake prediction and forecasting” (PDF), Peking Review, 18 (12), стр. 20—21, 21. 3. 1975

- Pelling, Mark; Dill, Kathleen (2006), „'Natural' Disasters as Catalysts of Political Action” (PDF), Burmalibrary.org, ISP/NSC Briefing paper.

- Peng, Funan (jun 2008), „The success of the prediction of Haicheng earthquake and the negligence of the Tangshan earthquake”, Engineering Sciences, 6 (2): 9—18, Архивирано из оригинала 05. 08. 2018. г., Приступљено 12. 12. 2019.

- Press, Frank; Bullock, Mary; Hamilton, Robert M.; Brace, William F.; Kisslinger, Carl; Bonilla, Manuel G.; Allen, Clarence C.; Sykes, Lynn R.; Raleigh, C. Barry; Knopoff, Leon; Clough, Ray W.; Hofheinz, Roy (1975), „Earthquake Research in China”, Eos, Transactions, American Geophysical Union, 56 (11): 838—881, Bibcode:1975EOSTr..56..838., doi:10.1029/EO056i011p00838. The "American Seismological Delegation".

- Qian, Denggao; Zhu, Chendong (2002), „Emergency at the Baihe River Main Dam on the Miyuan Reservoir” (PDF),  Ур.: Housner, George W.; He, Duxin, The Great Tangshan Earthquake of 1976, Volume 3, Pasadena, California: Earthquake Engineering Research Laboratory, California Institute of Technology, стр. 787—791.

- Raleigh, C. B.; Bennett, G.; Craig, H.; Hanks, T.; Molnar, P.; Nur, A.; Savage, J.; Scholz, C.; Turner, R.; Wu, F. (maj 1977), „Prediction of the Haicheng earthquake”, Eos, Transactions, American Geophysical Union, 58 (5): 236—272, Bibcode:1977EOSTr..58..236., doi:10.1029/EO058i005p00236.The Haicheng Earthquake Study Delegation.

- Scholz, Christopher (mart 1997), „What Ever Happened to Earthquake Prediction?”, Geotimes, 42 (3), Архивирано из оригинала 05. 08. 2018. г., Приступљено 12. 12. 2019.

- Shen, Ersong (2002), „Repair of the Tangshan Municipal Water Supply System and Recovery of the Water Supply”,  Ур.: Housner, George W.; He, Duxin, The Great Tangshan Earthquake of 1976, Volume 3, Pasadena, California: Earthquake Engineering Research Laboratory, California Institute of Technology, стр. 819—822.

- Spence, Jonathan (1991), The Search for Modern China, W. W. Norton & Company, ISBN 978-0-393-30780-1.

- Spignesi, Stephen J. (2005), „Chapter 15: The 1976 Tangshan, China, Earthquake”, Catastrophe!: The 100 Greatest Disasters of All Time, ISBN 978-0-8065-2558-7.

- State Council Document No. 69, 29. 6. 1974, Архивирано из оригинала 02. 10. 2009. г., Приступљено 21. 3. 2011.

- Stoltman, Joseph P.; Lidstone, John; Dechano, M. Lisa. (2004), International Perspectives on Natural Disasters, Springer Publishing, ISBN 978-1-4020-2850-2.

- Wang, Kelin; Chen, Qi-Fu; Sun, Shihong; Wang, Andong (jun 2006), „Predicting the 1975 Haicheng Earthquake” (PDF), Bulletin of the Seismological Society of America, 96 (3): 757—795, Bibcode:2006BuSSA..96..757W, doi:10.1785/0120050191.

- Wang, Ru-diao (februar 2007), „Questioning about that "830 Thousand People Died" in the 1556 Huaxian Earthquake”, Earthquake Research in Shanxi, 2: 42—46, ISSN 1000-6265, Архивирано из оригинала 06. 12. 2018. г., Приступљено 12. 12. 2019.

- Wang, Zixing; Cui, Xifu; Liu, Keren (2002), „Disaster Relief After the Tangshan Earthquake” (PDF),  Ур.: Housner, George W.; He, Duxin, The Great Tangshan Earthquake of 1976, Volume 3, Pasadena, California: Earthquake Engineering Research Laboratory, California Institute of Technology, стр. 747—764.

- Whitham, K.; Berry, M.J.; Heidebrecht, A.C.; Kanasewich, E.R.; Milne, W.G (1976), „Earthquake Prediction in China”, Geoscience Canada, 3 (4): 96, 263—268.

- Xie, Lili; Qu, Zhe (januar 2018), „On civil engineering disasters and their mitigation” (PDF), Earthquake Engineering and Engineering Vibration, 17 (1): 1—10, Bibcode:2018EEEV...17....1X, doi:10.1007/s11803-018-0420-6.

- Xiao, Yuefan (oktobar 2013), The Politics of Crisis Management in China [dissertation] (PDF).

- Xing, Jiaming; Zou, Baoshan (2002), „Geomorphologic Characteristics in the Beijing–TianjinT–angshan Area and Their Relation with Tectonic Activity” (PDF),  Ур.: Housner, George W.; He, Duxin, The Great Tangshan Earthquake of 1976, Volume 1, Pasadena, California: Earthquake Engineering Research Laboratory, California Institute of Technology, стр. 85—98.

- 唐山地震纪念墙上的新名字：每个名字，都是一块墓碑 [The new name on the Tangshan earthquake memorial wall: each name is a tombstone] (на језику: кинески), Xinhua News Agency, 29. 7. 2017, Архивирано из оригинала 07. 02. 2019. г., Приступљено 27. 2. 2019

- Xu, Wei (2002), „Earthquake Intensity Distribution in the City of Beijing” (PDF),  Ур.: Housner, George W.; He, Duxin, The Great Tangshan Earthquake of 1976, Volume 1, Pasadena, California: Earthquake Engineering Research Laboratory, California Institute of Technology, стр. 241—243.

- Yang, Lihua (2002a), „Geologic-Tectonic Background and Seismogenic Structure of the Tangshan Earthquake” (PDF),  Ур.: Housner, George W.; He, Duxin, The Great Tangshan Earthquake of 1976, Volume 1, Pasadena, California: Earthquake Engineering Research Laboratory, California Institute of Technology, стр. 85—98.

- Yang, Lihua (2002b), „Distribution and Ground Failure Intensity Distribution of the Tangshan Earthquake” (PDF),  Ур.: Housner, George W.; He, Duxin, The Great Tangshan Earthquake of 1976, Volume 1, Pasadena, California: Earthquake Engineering Research Laboratory, California Institute of Technology, стр. 171—183.

- Yao, Binghua (2002), „Earthquake Damage Distribution in the City of Beijing” (PDF),  Ур.: Housner, George W.; He, Duxin, The Great Tangshan Earthquake of 1976, Volume 1, Pasadena, California: Earthquake Engineering Research Laboratory, California Institute of Technology, стр. 244—248.

- Yeoh, Emile Kok-Kheng (oktobar 2010), „Changing China: Three Decades of Social Transformation”, International Journal of China Studies, 1 (2): 239—308, ISSN 2180-3250.

- Zhao, Yucheng (2002), „Earthquake Damage to Shafts and Roadways in Kailuan” (PDF),  Ур.: Housner, George W.; He, Duxin, The Great Tangshan Earthquake of 1976, Volume 2, Pasadena, California: Earthquake Engineering Research Laboratory, California Institute of Technology, стр. 625—645.

- Zhu, Chuanzhen (2002), „Seismic Activity in Tangshan and its Surrounding Areas” (PDF),  Ур.: Housner, George W.; He, Duxin, The Great Tangshan Earthquake of 1976, Volume 1, Pasadena, California: Earthquake Engineering Research Laboratory, California Institute of Technology, стр. 1—23.
- Qian Gang. The Great China Earthquake. Beijing: Foreign Languages Press. 1989.  9780835122276..
- James Palmer (2011). Heaven Cracks, Earth Shakes: The Tangshan Earthquake and the Death of Mao's China. New York: Basic Books. ISBN 978-0-465-01478-1. (hardcover alk. paper) 9780465023493 (ebk. alk. paper).

## Spoljašnje veze
- Knotts, Joey (5. 12. 2019). „Beijing Tremors a Ghostly Reminder of Catastrophic 1976 Tangshan Quake”. The Beijinger.